# Контрадмірал (Велика Британія)
Контрадмірал (англ. RAdm) — флагманське офіцерське звання британського Королівського флоту. Воно йде після звання комодор та передує званню віцеадмірал. Воно належить до двозіркового звання і має кодування НАТО OF-7.
Звання виникло у часи парусного флоту коли кожною ескадрою командував адмірал. Він знаходився на центральному кораблі та командував всією ескадрою. Адміралу допомагав віцеадмірал який перебував на авангардних кораблях які брали на себе весь тягар битви. У ар'єргарді третій адмірал командував тими кораблями які залишилися і тому, що ці кораблі були у найменшій небезпеці, ними командував наймолодший адмірал. Саме тому англійською звання пишеться англ. rear admiral, дос. «тиловий адмірал». Таке положення збереглося дотепер, звання контрадмірала є наймолодшим званням серед адміральських рангів багатьох флотів.
Не варто плутати звання контрадмірал з посадою Контрадмірал Об'єднаного Королівства, що є посадою в Адміралтействі яку займають «повні» адмірали у відставці.

## Відзнака та персональний прапор

Шеврон контрадмірала Королівських ВМС
Погон контрадмірала
Прапор контрадмірала
Погон контрадмірала до 2001[1]
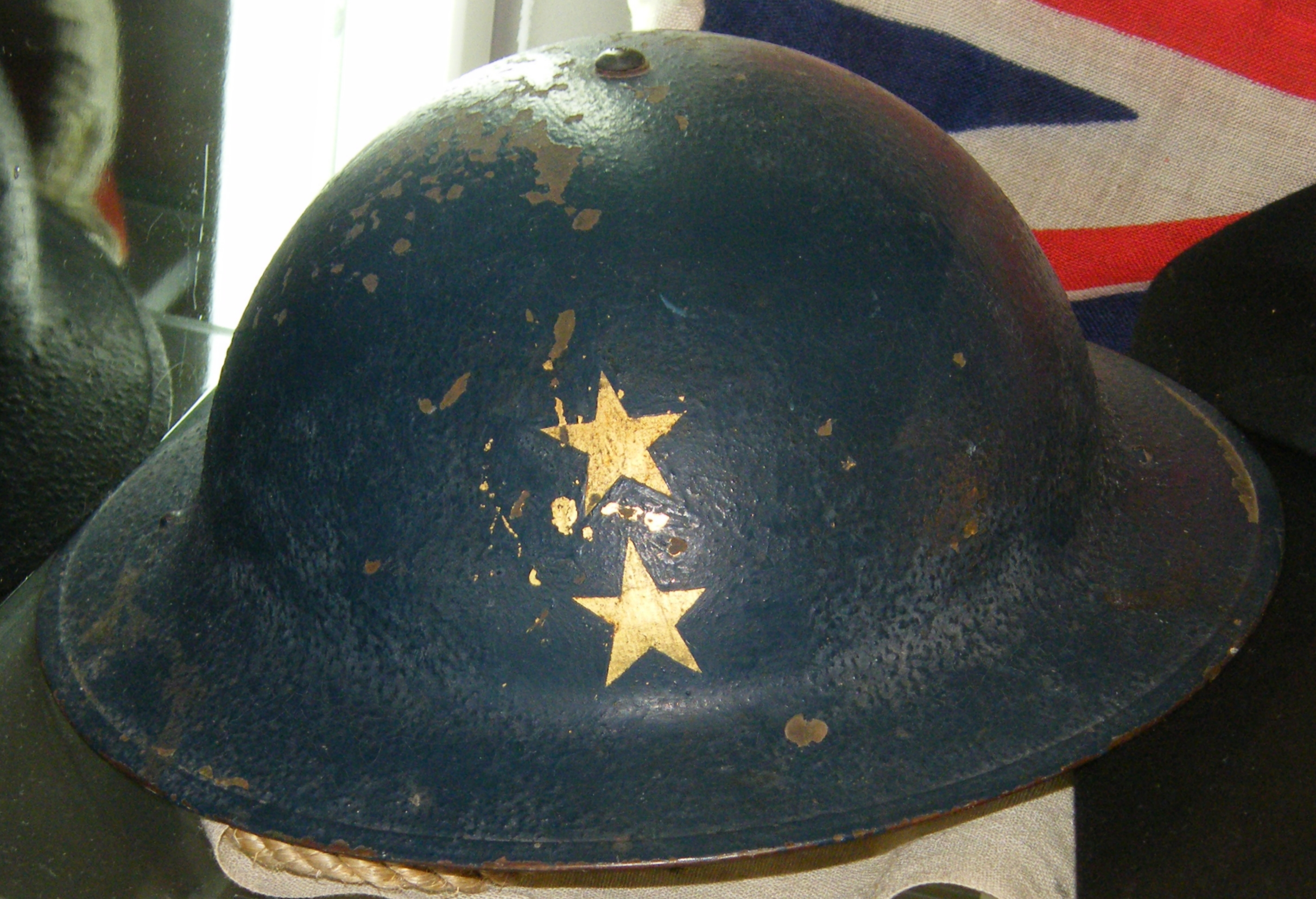
Сталева каска контрадмірала часів Другої світової війни з двома зірками